# Daruga
Daruga (iz tatarskega даруга, daruğa) je bila manjša upravna enota Mongolskega cesarstva, ki jo je upravljal darugači. 
Naziv daruga se je kasneje uporabljal za province, predvsem v Kazanskem in Sibirskem  kanatu v 15. in 16. stoletju, nazadnje pa od 16. do 18. stoletja v delih Ruskega cesarstva, ki so bili naseljeni pretežno s Turki.
V Mogulskem cesarstvu v južni Aziji je bil daruga naziv okrožnega policijskega uradnika. Naslov se je obdržal vse do 20. stoletja, ko so v Indiji vladali Britanci.